# Брейн, Луис
Луис Карл Брейн (англ. Louis Karl Brain; род. 9 мая 1982, Бирмингем, Англия) — австралийский футболист, полузащитник. Он играл за «Аделаида Юнайтед» в первом сезоне A-Лиги. Родившийся в Англии, он выступал за Австралию на юношеском и молодёжном уровнях.

## Биография

### Клубная карьера
Родился в Бирмингеме, Англия. Луис Брейн переехал в Австралию где с девяти лет и играл в юношеском футболе за «Модбери Джетс» и «Солсбери Ист» в Аделаиде. В возрасте 15 лет Брейн поступил в Южноавстралийский спортивный институт и в 1997 и 1998 годах играл за их команду до 23 лет в Южноавстралийской премьер-лиге. В сезоне 1998/99 присоединился к клубу Национальной футбольной лиги «Аделаида Сити», однако из-за большого количества вызова в юношеской сборной не позволили ему провести сезон в высшей лиги. В итоге Луис дебютировал в НСЛ, в матче 24-го тура против «Брисбен Страйкерс», он забил первый гол в матче и помог «Аделаида Сити» одержать победу со счетом 3:0. В конце сезона он сыграл еще пять матчей, в итоге «Аделаида Сити» заняла шестое место, но Луис не принял никакого участия в плей-офф за «Аделаиду». Брейн недолго выступал в аренде за «Пара Хиллс Найтс». В течение трех последующих сезонов Брейн провел в общей сложности 53 матча и забил 6 голов за «Аделаиду», но на его игровое время по-прежнему влияли международные обязательства.
После того, как «Аделаида Сити» заняла предпоследнее место в сезоне 2001/02, Брейн переехал в Новый Южный Уэльс, чтобы играть за «Сидней Юнайтед». В сезоне 2002/03 Брейн сыграл практически во всех матчах «Юнайтед», выйдя в стартовом составе 19 раз и забив один гол. «Сидней Юнайтед» упустил возможность выйти в плей-офф в том сезоне и Брейн перешел в «Брисбен Страйкерс». Он сыграл в 23 из 24 матчей за клуб в регулярном чемпионате, а затем сыграл важную роль в обоих матчах плей-офф против «Аделаида Сити». После поражения в гостевом матче со счетом 3:0 Брейн отдал голевой пас Джошуа Роузу, а затем сам забил один гол блестящим индивидуальным ударом, сделав счет 3:1 в пользу «Брисбен Страйкерс». Матч завершился победой «Брисбен Страйкерс» со счетом 4:1, но «Аделаида Сити» прошла дальше в плей-офф благодаря правилу выездного гола.
В феврале 2005 года Брейн решил вернуться в свой родной город и подписал клубом «Аделаида Юнайтед» который участвовал в первом сезоне А-Лиги. Брейн сыграл в первом в истории матче А-лиги против «Ньюкасл Юнайтед Джетс» и удостоился сомнительной чести стать первым игроком, получившим жёлтую карточку в А-Лиге, всего через три минуты с начала матча. Однако всего две недели спустя он установил еще один рекорд А-Лиги — забил самый быстрый гол. В матче 3-го тура против «Мельбурн Виктори» Луис забил всего через 11 секунд после матча. Брейн провел в 17 матчей в чемпионате за «Аделаида Юнайтед», выходя в основном на замену, и забил три гола, но его контракт не был продлен клубом после окончания сезона. Брейн выступал на правах аренды за «Аделаида Рейдерс», а затем подписал контракт с «Модбери Джетс».
Играл за различные клубы до 2012 года, после завершил карьеру.

### Международная карьера
Луис Брейн дебютировал на международном уровне в составе юношеской сборной Австралии в 1998 году. Он забил два гола в победном матче со счетом 4:0 над Японией, который состоялся на стадионе Хайндмарш в Аделаиде. Луис стал постоянным игроком сборной на протяжении всего 1999 года, особенно во время квалификации к чемпионату мира 1999, который проходил в Новой Зеландии. Брейн дважды отличился на отборочных этапах к Океании, а также забил решающий гол в гостевом матче Австралии против Бахрейн который закончился со счетом 1:0, в результате чего квалифицировались на турнир. Брейн совершил турне с командой по Южной Америке в преддверии чемпионата мира и был выбран в состав сборной Австралии из 18 человек для участия в турнире. Брейн сыграл во всех шести матчах сборной на чемпионате мира, команда вышла в финал турнира, где встретилась с Бразилией. Брейн получил желтую карточку на последней минуте дополнительного времени, а Австралия проиграла со счетом 8:7 в серии пенальти после того, как матч закончился со счетом 0:0.
Брейн дебютировал за сборную до 20 лет в 2001 году, сыграв 30 минут в матче против Японии на турнире в рамках Восточноазиатских игр. В следующем матче, завершившемся победой над Гуамом со счетом 6:0, Брейн впервые вышел в стартовом составе австралийцев, забив свой первый гол за сборную до 20 лет на 12-й минуте, а затем второй на 48-й. Также был участником молодёжного чемпионата мира 2001.

## Достижения

### Клубные
- Чемпион А-Лиги: (2005/06)

### Международные
- Серебряный призёр чемпионата мира среди юношеских команд: (1999)